# Giuseppe Bertazzoni
Giuseppe Bertazzoni (San Rocco di Guastalla, 23 marzo 1865 – Massa, 2 luglio 1933) è stato un vescovo cattolico italiano.

## Biografia
Nacque in Emilia, nella frazione di San Rocco del comune di Guastalla il 23 marzo del 1865.

### Formazione e ministero sacerdotale
Iniziò i suoi studi presso il seminario di Guastalla e successivamente a Cremona presso il collegio della Compagnia di Gesù. Dopo aver fatto il militare completò gli studi presso il seminario di Modena e ricevette l'ordinazione sacerdotale il 6 aprile 1889 dal vescovo Prospero Curti nella cattedrale di Guastalla.
In diocesi fu prima vice-rettore e poi, dal 1903, rettore del seminario.

### Ministero episcopale
Nel 1917, a seguito del trasferimento al servizio diplomatico del vescovo Giovanni Battista Marenco, promosso arcivescovo, papa Benedetto XV lo nominò vescovo di Massa. Qui rimase fino al 1933, anno della sua morte. Dedicò il suo ministero in modo particolare all'Opera delle Vocazioni e alla promozione dell'Azione Cattolica impegnandosi per formare il clero ad essere guida e promotore del laicato. Nella biografia su Mons. Giuseppe Bertazzoni, il sacerdote Angelo Ricci, sintetizza il ministero del presule con le parole "Apostolo dell'Azione Cattolica e delle Vocazioni Ecclesiastiche".
Durante i suoi anni di ministero per tre volte indisse la visita pastorale visitando ogni volta tutte le parrocchie della diocesi nonostante le difficoltà dovute alla mancanza di mezzi propri di locomozione e alla condizione impervia delle strade e del territorio. Nel 1918 iniziò la prima visita pastorale nonostante fosse ancora in corso la grande guerra.
il 20 settembre 1950 le sue spoglie mortali, assieme a quelle di Mons.Emilio Maria Miniati furono traslate dal cimitero urbano alla Cattedrale per essere inumate nella cripta, già sepolcreto della famiglia Cybo-Malaspina, e, fino ad oggi sepolcreto dei vescovi.

## Genealogia episcopale
La genealogia episcopale è:
- Cardinale Scipione Rebiba
- Cardinale Giulio Antonio Santori
- Cardinale Girolamo Bernerio, O.P.
- Arcivescovo Galeazzo Sanvitale
- Cardinale Ludovico Ludovisi
- Cardinale Luigi Caetani
- Cardinale Ulderico Carpegna

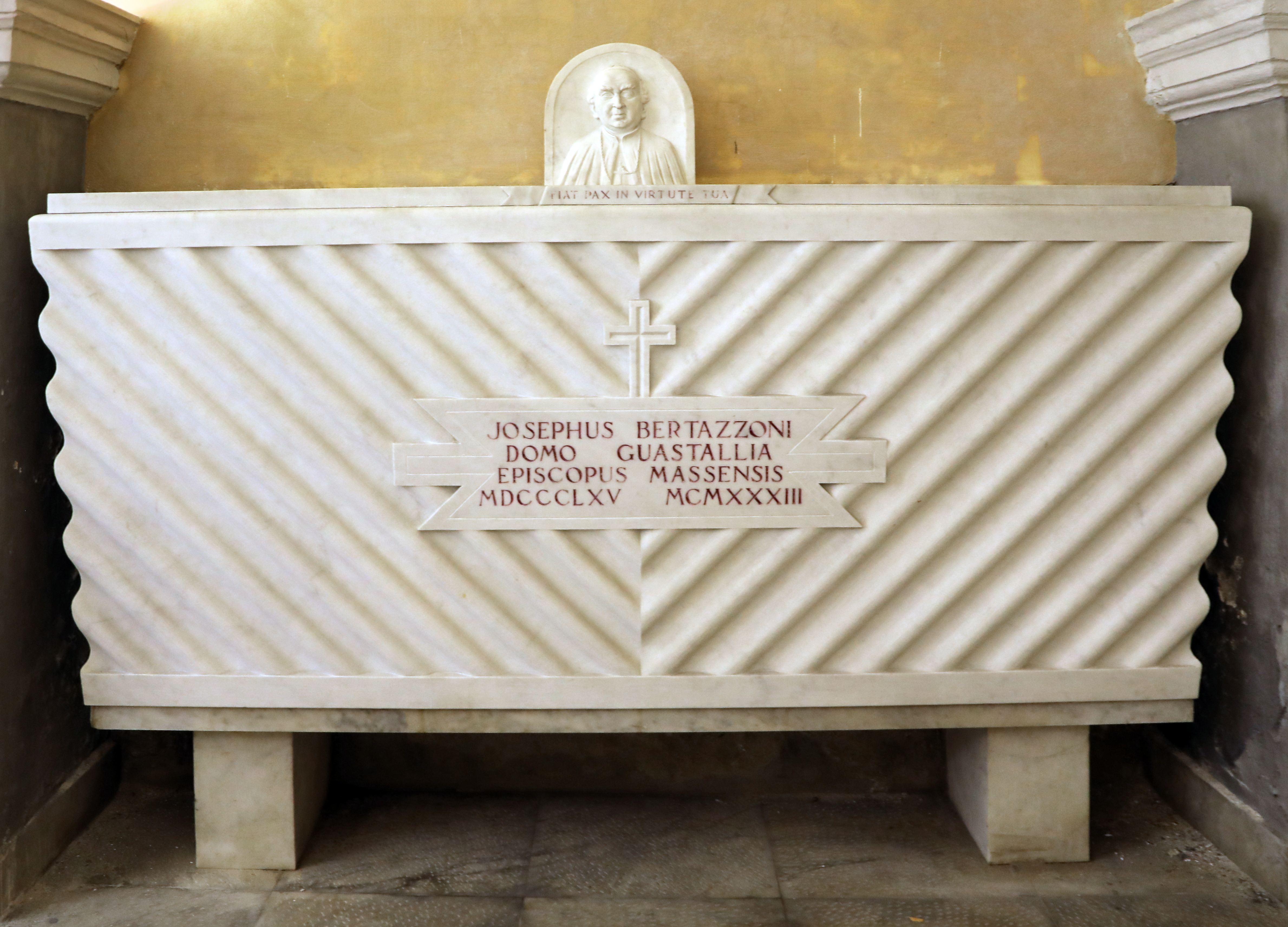
La tomba nel duomo di Massa

- Cardinale Paluzzo Paluzzi Altieri degli Albertoni
- Papa Benedetto XIII
- Papa Benedetto XIV
- Papa Clemente XIII
- Cardinale Marcantonio Colonna
- Cardinale Giacinto Sigismondo Gerdil, B.
- Cardinale Giulio Maria della Somaglia
- Cardinale Carlo Odescalchi, S.I.
- Cardinale Costantino Patrizi Naro
- Cardinale Lucido Maria Parocchi
- Vescovo Ernesto Fontana
- Vescovo Agostino Cattaneo